# Mount Vang
Mount Vang ist ein rund 1600 m hoher und isolierter Berg des Palmerlands im Süden der Antarktischen Halbinsel. Er ragt südlich des George-VI-Sunds und 130 km ostsüdöstlich der Eklund-Inseln auf.
Die beiden US-amerikanischen Polarforscher Finn Ronne und Carl R. Eklund (1909–1962) entdeckten ihn während ihrer über 1750 km langen Schlittenexkursion von Stonington Island bis zu den Eklund-Inseln und zurück im Zuge der United States Antarctic Service Expedition (1939–1941). Eine erneute Sichtung gelang bei einem Überflug am 3. Dezember 1947 im Zuge der US-amerikanischen Ronne Antarctic Research Expedition (1947–1948). Der Expeditionsleiter Finn Ronne benannte den Berg nach dem aus Norwegen stammenden und in Brooklyn ansässigen Porträtfotografen Knut Vang (1899–1959), welcher seiner Expedition fotografische Materialien zur Verfügung gestellt hatte.